# El baró Sardonicus
El baró Sardonicus (títol original en anglès: Mr. Sardonicus) és una pel·lícula de terror estatunidenca, dirigida i produïda per William Castle i estrenada el 1961. Ha estat doblada al català.

## Argument[2]
Un home profana la tomba del seu pare per trobar-hi un bitllet de loteria que sap que està premiat. Desgraciadament per a ell, és colpit per un malefici que li deforma la cara en un horrible rictus de somriure deformat... Abans del final de la pel·lícula, el públic podia votar per escollir la sort reservada a l'heroi.

## Repartiment
- Oskar Homolka: Krull
- Ronald Lewis: Sir Robert Cargrave
- Audrey Dalton: Maude Sardonicus
- Guy Rolfe: Baron Sardonicus
- Vladimir Sokoloff: Henryk Toleslawski
- Erika Peters: Elenka
- Lorna Hanson: Anna
- William Castle: ell mateix (No surt als crèdits)

## Premis i nominacions
Nominacions
- Premi Saturn a la millor col·lecció DVD